# أندريا مازنتيني
أندريا مازنتيني (بالإيطالية: Andrea Mazzantini)‏ هو لاعب كرة قدم إيطالي في مركز حراسة المرمى، ولد في 11 يوليو 1968 في لا سبيتسيا في إيطاليا. لعب مع إنتر ميلان ونادي برو باتاريا ونادي بيروجيا ونادي سبيزيا ونادي سيينا ونادي فينيزيا ونادي ليفورنو.